# Relatório Bachelet

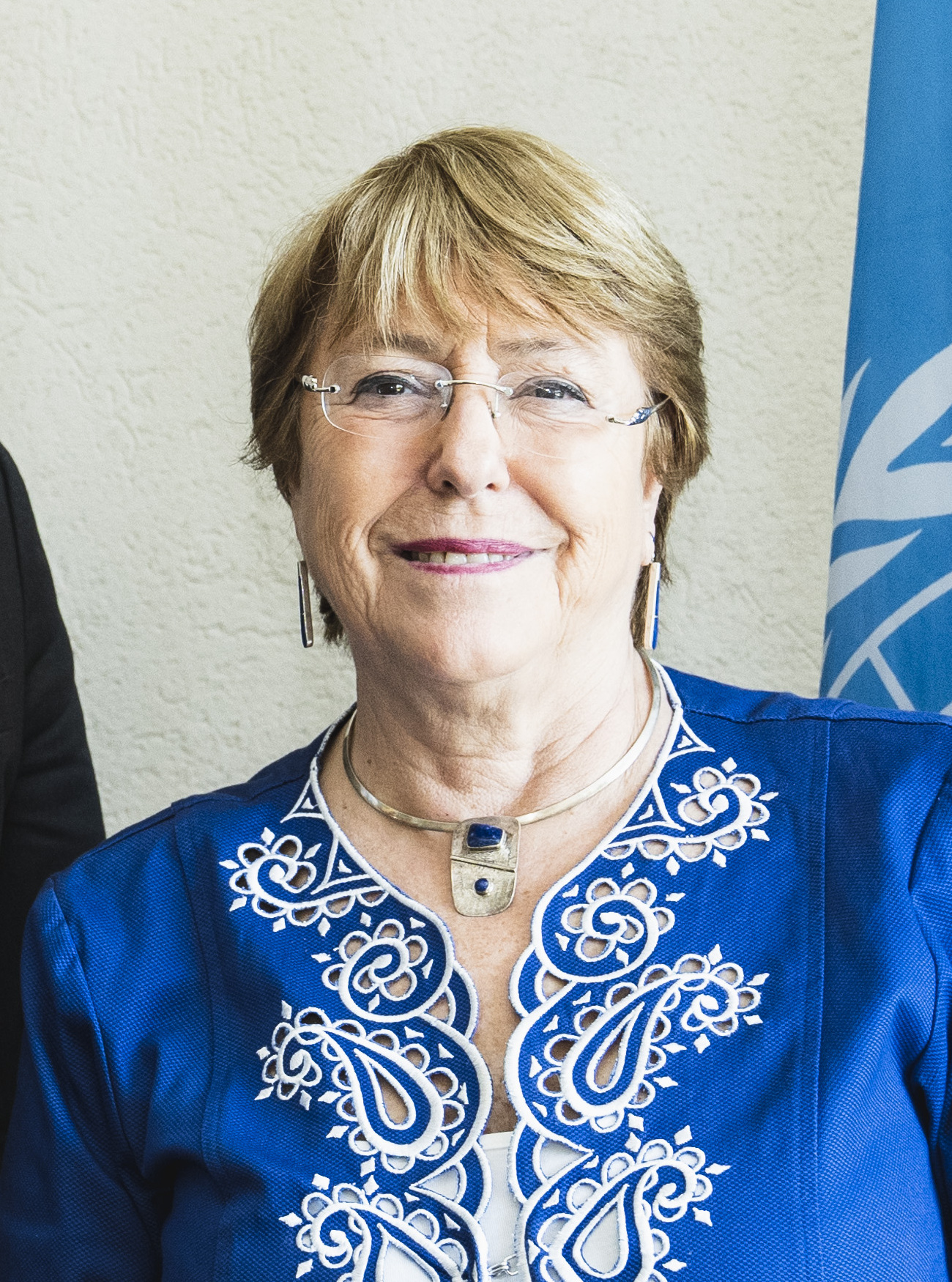
Michelle Bachelet em 2019.

O relatório Bachelet é o nome com o que a imprensa baptizou os relatórios apresentados entre 2019 e 2022 pela então alta comisionada das Nações Unidas para os Direitos Humanos, Michelle Bachelet, sobre a situação dos direitos humanos em Venezuela, que foi respaldado posteriormente pelo Conselho de Direitos Humanos das Nações Unidas e abriu a Missão Internacional Independente de determinação dos factos sobre Venezuela.

## Relatório de 2019
O Conselho de Direitos Humanos das Nações Unidas ordenou uma investigação, pelo que sua alta comisionada, a expresidenta chilena Michelle Bachelet, visitou Venezuela entre o 19 e o 21 de junho de 2019 e se realizaram 558 entrevistas com vítimas e testemunhas de violações de direitos humanos.
Após isto Bachelet coordenou a redacção de um relatório que consta de 18 páginas onde se descreve e analisa a situação dos direitos humanos em Venezuela, se denunciando a execução extrajudicial de 6.800 pessoas por parte das forças do Estado em Venezuela entre janeiro de 2018 e maio de 2019 e se enfatiza que especialmente desde 2016 o governo de Nicolás Maduro e as instituições do Estado têm posto em prática uma estratégia «orientada a neutralizar, reprimir e criminalizar à oposição política e a quem criticam ao governo».
Depois da apresentação do relatório, Bachelet declarou que os factos «devem ser pesquisados a fundo, estabelecendo responsabilidades para seus autores, e garantindo sua não repetição».
O Conselho de Direitos Humanos da ONU respaldou o relatório nesse mesmo ano e abriu-se a Missão Internacional Independente de determinação dos factos sobre Venezuela. O governo de Maduro respondeu que «o relatório apresenta uma visão selectiva e abertamente parcializada sobre a verdadeira situação de direitos humanos» no país.

## Relatório de 2020
Michelle Bachelet coordenou a actualização do relatório, que foi apresentado por parte de Marta Valinas em nome da ACNUDH e que actualizou a situação dos direitos humanos no país e que reclamava eleições «livres, limpas, transparentes e creíbles».  Os integrantes da Missão da ONU não puderam visitar o país nem reunir com as autoridades políticas nessa ocasião. O relatório foi respaldado pelo Conselho de Direitos Humanos da ONU nesse mesmo ano.
Descrevem-se violações a direitos humanos perpetradas pelas forças de segurança venezuelanas contra opositores políticos, militares e membros da sociedade civil e que as autoridades sabiam dos assassinatos, torturas e tratos crueis, violência sexual, execuções extrajudiciais e desaparecimentos forçados que ocorriam desde 2014. De acordo com o documento da ONU, as FAES eram a instituição policial mais letal em Venezuela, responsável pelo 64,5% das mortes que a Missão examinou em 2019. Denunciaram-se 2000 mortes entre janeiro e agosto de 2020.
Também se descreve que «um dos elementos que contribuem às violações e delitos determinados pela Missão é a falta de independência do poder judicial» e se relatou como alguns juízes e promotores têm sido objeto de perseguição penal a raiz das decisões que têm adoptado. O ativista argentino e Nobel da paz, Adolfo Pérez Esquivel, criticou o relatório, chamando-o de «parcial».

## Relatório de 2022
Entre maio de 2021 e abril de 2022 a equipa de Bachelet visitou 21 centros de detenção em Venezuela, onde se realizaram 259 entrevistas com detentos, conseguindo a libertação de 68. Bachelet declarou na apresentação do relatório que se constataram no país situações de assédio, censura e confiscación de equipas profissionais, bem como o bloqueio de portais site, além do uso da legislação antiterrorista e contra o crime organizado para impedir o trabalho de defensores de direitos humanos e jornalistas. Denunciou, a sua vez, que a sua equipa já não lhe permitiam pesquisar os direitos humanos dos detentos nas prisões do El Helicoide e Boleita.

## Repercussão
Michelle Bachelet declarou em 2022 que suas gestões implicaram à libertação de 68 pessoas (14 mulheres entre elas) e à dissolução das Forças de Ações Especiais (FAES).